# Stubla (Medveđa)
Stubla (Medveđa) (em cirílico: Стубла) é uma vila da Sérvia localizada no município de Medveđa, pertencente ao distrito de Jablanica, na região de Goljak. A sua população era de 84 habitantes segundo o censo de 2011.

## Demografia
| 1948 | 1953 | 1961 | 1971 | 1981 | 1991 | 2002 | 2011 |
| ---- | ---- | ---- | ---- | ---- | ---- | ---- | ---- |
| 418  | 461  | 422  | 257  | 130  | 122  | 119  | 84   |